# Odynerus cauponalis
Odynerus cauponalis är en stekelart som beskrevs av Giordani Soika 1977. Odynerus cauponalis ingår i släktet lergetingar, och familjen Eumenidae. Inga underarter finns listade i Catalogue of Life.